# Cojimíes
Cojimíes es un pueblo costero ubicado en el cantón Pedernales, al norte de la provincia de Manabí, Ecuador.

## Historia
La zona habría sido habitada por los indígenas quiximies, previo a la conquista española, según un supuesto relato atribuido a Francisco Pizarro. El primer asentamiento permanente en la zona data de 1895, en tanto que su parroquialización se decretó el 14 de diciembre de 1911, dentro del cantón Sucre, durante el Gobierno de Leonidas Plaza Gutiérrez, tras su reconstrucción luego del devastador terremoto de Esmeraldas de 1906. Una serie de violentas marejadas destruiría el pueblo nuevamente en 1956. El fuerte invierno provocado por la corriente cálida de El Niño en 1982 también afectaría a la parroquia, pese a lo cual, volvió a levantarse. Durante el terremoto de Esmeraldas y Manabí de 2016, pese a estar ubicada cerca del epicentro, Cojimíes resultó una de las localidades menos afectadas.
Desde el 31 de marzo de 1992, la parroquia pasó a la jurisdicción del cantón Pedernales.

## Geografía
La cabecera parroquial de Cojimíes se ubica en el extremo norte de la provincia de Manabí, a 30 minutos por tierra de la cabecera cantonal Pedernales, separándose de la provincia de Esmeraldas por el estuario del río homónimo y los manglares de Coaque. Limita por el norte con el cantón Muisne de Esmeraldas, por el sur con la cabecera cantonal del cantón Pedernales, por el este con el cantón Chone y por el oeste con el Océano Pacífico. Su clima es de tipo cálido durante casi todo el año, con períodos lluviosos por la influencia de la corriente cálida de El Niño en los primeros meses del año, y seco durante el verano del hemisferio norte, por influencia de la corriente fría de Humboldt.

## Turismo
La pesca, acuacultura y el cultivo de cocos destacan dentro del sector primario. Sin embargo, la principal fuente de ingresos de la parroquia proviene de la actividad turística. Entre sus atractivos destacan sus 22 kilómetros de playas, entre las que se encuentra la denominada Isla del Amor, ubicada en el estuario del río Cojimíes, en el límite con la provincia de Esmeraldas. A diez minutos de la localidad se encuentra la Reserva ecológica Mache-Chindul, que destaca por su gran biodiversidad. El pueblo ofrece además una gran variedad gastronómica, propia de la provincia de Manabí. 
El 4 de octubre de cada año, la parroquia conmemora la fiesta en honor del patrono local San Francisco de Asís. Otras celebraciones en Cojimíes son el denominado Festival de la Corvina y el Róbalo durante agosto, y el Festival del Coco de Sábado de Gloria, durante la Semana Santa del calendario católico.